# Stefan Sobczak
Stefan Sobczak vel Stefan Sobczuk (ur. 15 stycznia 1913 w Metelinie, zm. 9 kwietnia 1989) – pułkownik Ludowego Wojska Polskiego, funkcjonariusz aparatu bezpieczeństwa PRL.

## Życiorys
Syn Grzegorza i Tekli. W czerwcu 1941 roku powołany do służby w Armii Czerwonej. W sierpniu 1943 roku odkomenderowany do tworzonego 1 Korpusu Polskich Sił Zbrojnych w ZSRR, przydzielony do 1 Pułku Czołgów i wyznaczony na stanowisko lektora. W październiku 1943 roku został zastępcą dowódcy 3 Pułku Czołgów, a w grudniu tego roku zastępcą dowódcy brygady pancernej. W marcu 1944 roku mianowany szefem grupy operacyjnej. 
24 lipca 1944 roku przeniesiony do służby w Resorcie Bezpieczeństwa Publicznego i wyznaczony na stanowisko kierownika wydziału śledczego w Lublinie. 25 sierpnia 1946 roku został naczelnikiem Wydziału Specjalnego w Gabinecie Ministra Bezpieczeństwa Publicznego. Od 15 lutego 1947 zastępca dyrektora Departamentu I MBP. Funkcję tę sprawował do 31 marca 1949 roku.
1 kwietnia 1949 objął stanowisko zastępcy dowódcy do spraw zwiadu Wojsk Ochrony Pogranicza. 2 sierpnia 1955 objął stanowisko dowódcy WOP, lecz już 10 listopada tego roku został odwołany i skierowany w charakterze słuchacza do Wojskowego Instytutu Ministerstwa Spraw Wewnętrznych ZSRR. Od 16 listopada 1956 roku, po powrocie do kraju, pozostawał w dyspozycji dowódcy Wojsk Wewnętrznych. 11 lutego 1957 roku został szefem Inspektoratu Wojsk Wewnętrznych, a 3 września 1958 roku szefem Zarządu Organizacyjno-Wojskowego Ministerstwa Spraw Wewnętrznych. 15 stycznia 1963 roku skierowany do dyspozycji szefa departamentu Kadr MSW, a 20 lutego tego wyznaczony na stanowisko zastępcy dyrektora Biura „C” MSW. Służbę na tym stanowisku pełnił do 31 stycznia 1968 roku.
Pochowany na cmentarzu Wojskowym na Powązkach w Warszawie (kwatera HIV-2-7).

## Ordery i odznaczenia
- Order Krzyża Grunwaldu III klasy (2 stycznia 1946)[4]
- Krzyż Oficerski Orderu Odrodzenia Polski
- Krzyż Kawalerski Orderu Odrodzenia Polski (10 października 1945)[5]
- Złoty Krzyż Zasługi
- Srebrny Krzyż Zasługi
- Medal za Warszawę 1939–1945
- Srebrny Medal „Siły Zbrojne w Służbie Ojczyzny”
- Brązowy Medal „Siły Zbrojne w Służbie Ojczyzny”